# Demografia do Rio Grande do Sul
A demografia do Rio Grande do Sul é um domínio de estudos e conhecimentos sobre as características demográficas do território gaúcho. 

## Crescimento populacional
Ao analisarmos as 22 regiões do estado, constata-se que sete apresentam crescimento acima da média estadual, estando seis delas situadas no eixo Porto Alegre-Caxias do Sul. Isto indica uma concentração populacional cada vez mais intensa nas regiões em torno deste eixo. A região do Paranhana-Encosta da Serra, com 2,94%, seguida do Litoral, com 2,83% são as que possuem as taxas mais altas do estado. Quinze cresceram a taxas inferiores à média ou apresentaram taxas negativas. As Missões, Fronteira Noroeste, Noroeste Colonial e Médio Alto Uruguai apontam para uma perda significativa de população com taxas entre 0,04% e 0,86%.  O crescimento vegetativo está em torno de 1,1% ao ano, tem uma população referente a 10.978.587 em 2006

## Densidade populacional
O estado do Rio Grande do Sul tem densidade populacional irregular, indo de regiões densamente povoadas, como a Região Metropolitana de Porto Alegre com municípios chegando aproximadamente aos 3000 habitantes/km², até regiões fracamente povoadas, como a Mesorregião do Sudoeste Rio-Grandense com valores até 25 habitantes/km². Além desses extremos, regiões com importante densidade populacional incluem o trecho que começa no Vale do Taquari em direção ao oeste até Santa Maria, a Microrregião de Caxias do Sul, o litoral norte na Microrregião de Osório, os municípios de Pelotas e Rio Grande, e municípios da Mesorregião do Noroeste Rio-Grandense, incluindo municípios como Passo Fundo, Erechim e Santo Ângelo.
Os vazios demográficos mais significativos do estado incluem os Campos de cima da Serra, na região de Vacaria e Lagoa Vermelha, toda a fronteira com o Uruguai, do Chuí até Uruguaiana (com a exceção de Bagé) e a Microrregião de Santiago, nos entornos do Vale do Jaguari. Observa-se também uma relação direta entre o tamanho maior dos municípios dessas regiões com a fraca densidade demográfica.

## Composição étnica
| 0-25 hab/km²    | 25-50 hab/km²   | 50-100 hab/km²  |
| 100-150 hab/km² | 150-200 hab/km² | 200-300 hab/km² |
| 300-400 hab/km² | 400-500 hab/km² | > 500 hab/km²   |

Densidade populacional do Rio Grande do Sul.

O Rio Grande do Sul pode ser dividido em quatro regiões culturais, nas quais predominaram etnias diferentes que, a partir da relação sociedade-natureza e por meio de sistemas simbólicos que se materializaram na paisagem via códigos culturais, formaram zonas com características próprias. O estado pode ser decomposto, portanto, nas seguintes regiões: região cultural 1 (individualizada pela presença das etnias nativa, portuguesa, espanhola, africana e açoriana); região cultural 2 (formada pela presença de alemães); região cultural 3 (marcada pela etnia italiana) e a região cultural 4 (conformada pela presença de etnias mistas).
Atualmente, a população autodeclara-se da seguinte maneira quanto à raça: 78,42% como brancos, 14,67% como pardos, 6,52% como pretos, 0,07% como amarelos e 0,31% como indígenas.

### Região cultural 1: nativos, portugueses, espanhóis, africanos, e açorianos
É a região de ocupação mais antiga do Rio Grande do Sul, abrangendo a porção sul e oeste do estado, bem como a região dos pampas. Tem como suas principais etnias os portugueses e espanhóis que estabeleceram as fronteiras oeste, após diversas disputas pela posse da terra, tornando-se posteriormente "brasileiros" por direito, embora culturalmente bastante próximos dos vizinhos hispânicos. Os africanos e os açorianos também integram essa área cultural. Os primeiros chegaram na forma de escravos, inserindo-se na cultura pecuarista característica do estado e os segundos na forma de colonos enviados pela Metrópole para ocupar terras costeiras.
O rebanho bovino criado nas missões jesuíticas foi o principal componente para a povoação inicial do Rio Grande. Aventureiros passaram a ser atraídos para a região, dando início à doação de sesmarias com o objetivo de firmar a ocupação portuguesa nessa área de disputa entre as coroas ibéricas. No ano de 1733, chegaram os primeiros lagunenses, em grande parte militares deslocados para a região de fronteira a fim de defender a posse portuguesa. Como recompensa, muitos receberam sesmarias e formaram estâncias, convertendo-se em criadores de gado, inicialmente em Viamão e posteriormente expandiram-se para o sul (Pelotas) e para o oeste (Campanha). A atividade pecuarista efetivou a construção da sociedade gaúcha e garantiu a posse portuguesa da região. Os proprietários das estâncias eram via de regra luso-brasileiros ou espanhóis, enquanto os trabalhadores eram luso-espanhóis, indígenas ou escravos vindos da África.
A cultura local foi fortemente influenciada por portugueses e espanhóis, mas com influências indígenas, dentre as quais o hábito de tomar chimarrão, bebida típica do gaúcho. É tida como a região mais tradicionalista do estado, na qual os conflitos e momentos históricos são resgatados e envoltos de lendas e mitos que reverenciam a figura do gaúcho. Na Semana Farroupilha, as tradições típicas do folclore gaúcho são reverenciadas, com festas marcadas pelas danças e músicas típicas locais.
Dentro da região cultural 1, há duas ilhas culturais minoritárias: a africana e a açoriana. Os africanos, por terem chegado como escravos, tiveram a manutenção da sua cultura obstaculizada, vez que foram forçados a se submeter a um processo de aculturação, no qual o livre desenvolvimento de uma comunidade afro foi impedida. Contudo, foi possível a manutenção de certas influências africanas na cultura da região. Os açorianos chegaram em meados do século XVIII, numa tentativa de colonização gerenciada pela Metrópole portuguesa. Foram responsáveis pela origem de importantes municípios do ponto de vista cultural, inclusive da própria capital, Porto Alegre embora, devido ao afluxo de pessoas de diversas procedências, a capital já não tenha características açorianas evidentes.
Os açorianos chegaram a compor 50% da população do Rio Grande do Sul na segunda metade do século XVIII. Embora fossem portugueses, se diferenciavam dos lusitanos continentais devido às características sócio-econômicas peculiares dos Açores. Do ponto de vista econômico, a colonização açoriana fracassou, pois, produzindo trigo em pequenas propriedades rurais, não conseguiam competir com a hegemonia dos latifúndios e da pecuária gaúcha.
A parte meridional do estado é, atualmente, a região mais pobre do Rio Grande do Sul.

### Região cultural 2: os alemães
É a região ocupada por imigrantes alemães no século XIX, situando-se no centro-leste do Rio Grande do Sul, totalizando 130 municípios. Os imigrantes alemães não tinham o direito de escolher o seu destino, visto que eram trazidos pelo Estado brasileiro para ocupar "vazios" demográficos e desenvolver a agricultura. Assim, criaram-se núcleos coloniais dispersos mas que, posteriormente, foram se aglutinando com a sua expansão, até formar uma região inteira com marcas culturais da etnia germânica. A organização espacial e cultural materializou-se na casa em estilo enxaimel, na produção baseada em pequenas propriedades rurais, no uso de dialetos germânicos no lar, na culinária e nas festas típicas.
A imigração alemã para o Brasil atendeu ao interesse dos dois lados: na Alemanha havia uma grande população pobre e expulsa das suas terras pelas guerras, enquanto o Brasil buscava gente para ocupar regiões inexploradas e desenvolver a agricultura. Os primeiros imigrantes desembarcaram em 1824 com destino à São Leopoldo, totalizando 39 pessoas divididas em nove famílias. São Leopoldo foi a "célula mãe" da colonização germânica no sul e teve crescimento demográfico enorme: seis anos após a sua fundação, já contava com 4.856 habitantes. A partir dessa colônia, os imigrantes passaram a se expandir pela região, vez que os alemães apresentavam altas taxas de natalidade devido à exigência de mão de obra abundante para desenvolver o trabalho familiar.
Com o tempo, uma região com predomínio da cultura alemã foi-se formando no Rio Grande do Sul, embora os alemães não fossem um grupo homogêneo. A Alemanha, enquanto Estado nacional, apenas se formou em 1871, sendo composta por diversos países antes dessa data. Os imigrantes que vieram para o Brasil eram de diversas partes da Alemanha, embora um grande contingente tenha vindo do Hunsrück e acabou assimilando culturalmente os imigrantes provenientes de outras áreas. Em consequência, os descendentes se aglutinavam mais de acordo com a sua religião: católicos ou luteranos. Entre 1824 e 1914, entraram no Rio Grande 48 mil alemães, dos quais 64,3% chegaram entre 1824 e 1889 e 37,7% entre 1889 e 1914.

### Região cultural 3: os italianos
É a região marcada pela presença da etnia italiana, situando-se dividida em duas porções: a maior parte na Serra Gaúcha, no nordeste do Rio Grande do Sul, e uma porção menor no centro do estado, nas proximidades de Santa Maria. A região é caracterizada pelos seus aspectos culturais, oriundos de uma matriz cultural italiana, e também pelas semelhanças físico-naturais da área, formada por vales e montanhas. As cidades de colonização italiana são quase todas pequenas, com a exceção de Caxias do Sul e Bento Gonçalves, que se tornaram centros urbanos maiores. Em contraste com a pobreza inicial dos imigrantes, que partiram no último quartel do século XIX sobretudo do norte da Itália, atualmente a região de colonização italiana é uma das áreas mais ricas e prósperas do Rio Grande do Sul, devido à produção de uva, vinho e do turismo.
Um país empobrecido, na Itália oitocentista havia um excedente populacional miserável que representava um problema social para a Itália. Por outro lado, o Brasil procurava imigrantes para ocupar seus "vazios" demográficos, indo ao encontro dos interesses italianos em "expulsar" a parcela mais carente da população. Em 1874, foram criadas as colônias de Caxias, Conde D'Eu (hoje Garibaldi) e Dona Isabel (hoje Bento Gonçalves), na região da Serra. Os imigrantes foram agrupados em terras de acordo com sua região de origem e dialeto falado. Mais tarde, em 1889, foi criada a colônia de Silveira Martins, no centro do estado, originando os atuais sete municípios da área.

### Região cultural 4: as colônias mistas
Os imigrantes alemães e italianos que povoaram, respectivamente, o centro-leste e o nordeste do Rio Grande do Sul, apresentavam alta taxa de fecundidade. As famílias eram numerosas, com aproximadamente 10 ou 12 filhos por casal, pois era necessário mão de obra abundante para desenvolver a agricultura. Assim, com o tempo, a medida que a população crescia, os lotes de terra se tornavam insuficientes, forçando os colonos a sair da região em busca de novas terras. Por conseguinte, abriu-se uma nova frente colonizadora no norte do estado, com pessoas oriundas das Colônias Velhas de alemães e italianos, bem como de um contingente de imigrantes oriundos da Polônia e, em menor medida, de judeus e japoneses. Essas novas colônias não eram homogêneas, não predominando nelas uma etnia, visto que englobavam pessoas das mais diversas procedências.

### Grupos étnicos
Indígenas
No estado existiu a presença de três grandes grupos indígenas: guaranis, pampeanos e gês. Antes e mesmo depois da chegada dos europeus, esses grupos indígenas empreenderam movimentos migratórios característicos de seu modo de vida seminômade. Os guaranis ocupavam as margens da Lagoa dos Patos, o litoral norte do Rio Grande do Sul, as bacias dos rios Jacuí e Ibicuí, incluindo a região dos Sete Povos das Missões. Apesar da variedade de dialetos, o tupi-guarani era o tronco linguístico comum a esses grupos indígenas. Os pampeanos constituíram um conjunto de tribos que ocupavam o sul e o sudoeste do estado. Os gês possivelmente eram os mais antigos habitantes da banda oriental do rio Uruguai. É provável que essas tribos começaram a se instalar na região por volta do século II a.C. Os gês do atual Rio Grande do Sul foram dizimados pelos bandeirantes, guaranis missioneiros, colonizadores portugueses e ítalo-germânicos. Ainda hoje existem pequenos grupos que vivem nas reservas de Nonoai, Iraí e Tenente Portela, e que lutam para manter suas identidades. São eles os mbyás-guaranis e os caingangues.[carece de fontes?]
Bandeirantes, Portugueses, e Espanhóis

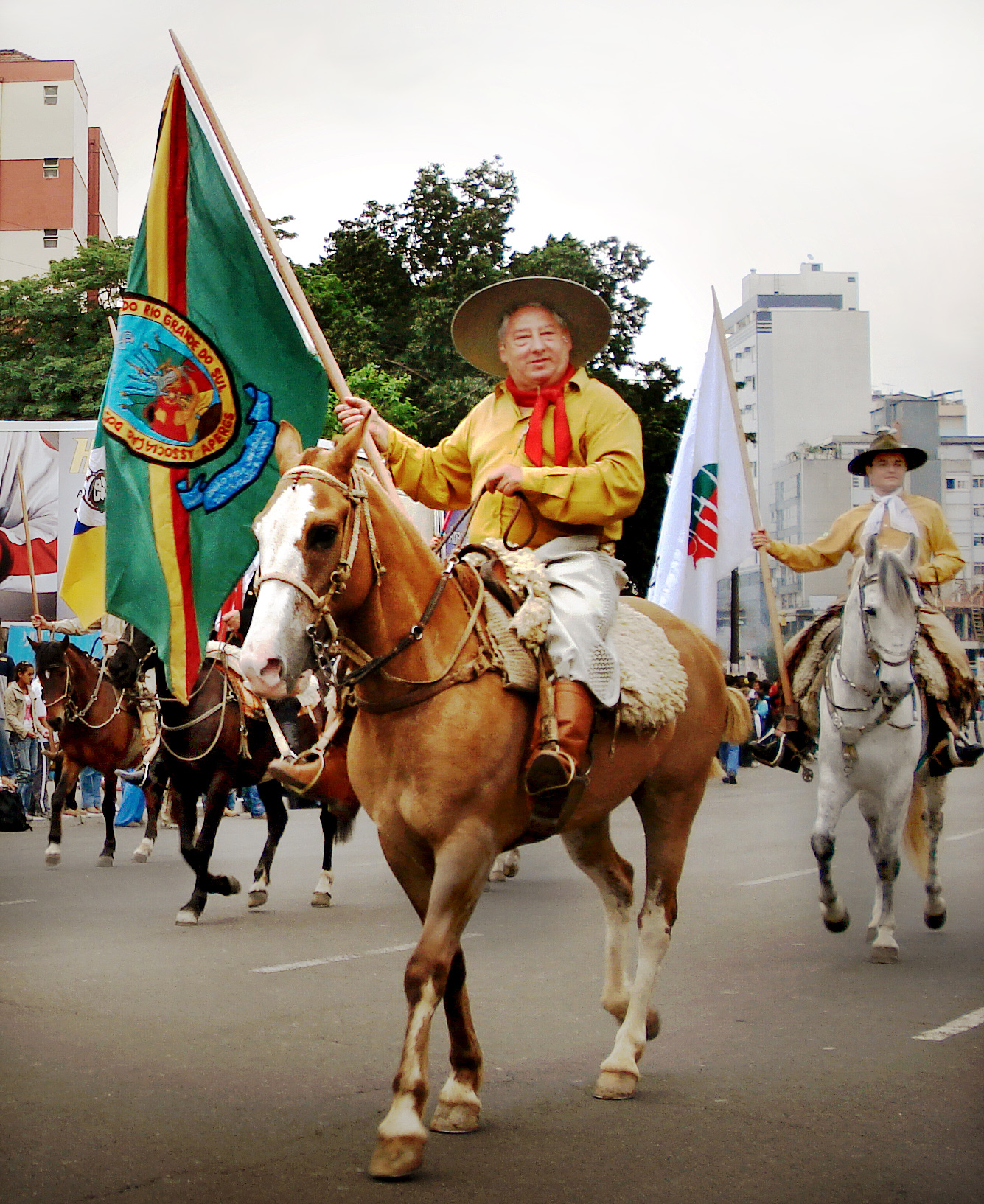
Típico gaúcho em seu cavalo. Desfile da Semana Farroupilha de 2006.

Anteriormente, no século XVIII, o Rio Grande do Sul era uma região disputada entre Portugueses e Espanhóis. A ocupação iniciou-se de fato com os Bandeirantes, tropeiros de São Paulo e Minas Gerais.
A partir da década de 1750 casais Açorianos passaram a imigrar para região. Essa imigração açoriana foi promovida pela Coroa Portuguesa, para estabelecer o domínio português na região.
Os espanhóis introduziram a criação de gado, que rapidamente se tornou a economia predominante no Rio Grande do Sul. A população se concentrava nos pampas, tendo havido uma fusão de costumes espanhóis, portugueses e indígenas, que deram origem ao tipo regional gaúcho. Embora o gaúcho fosse mais português que espanhol, a influência cultural vinda dos países vizinhos tornaram os gaúchos dos pampas bastante hispanizados, a ponto de falarem um dialeto que misturava elementos espanhóis e portugueses.
Africanos
Ainda hoje persiste uma visão generalizada de que a presença negra no Rio Grande do Sul foi pequena. Porém, os dados históricos refutam essa ideia: entre 1780 e 1807, o percentual da população escrava no Rio Grande oscilou entre 28 e 36%. Em 1819, 30,6% da população gaúcha era escrava, percentual quase idêntico ao da Bahia (30,8%) e maior do que em Pernambuco (26,5%) e Rio de Janeiro (28,6%), capitanias estas consideradas historicamente escravagistas. Embora tenha havido migração de cativos no século XIX, a população de cor continuou grande no estado: entre 1872 e 1873, os escravos eram possivelmente cerca de 22% dos habitantes e negros e pardos 34% da população total.
Africanos e afrodescendentes escravizados foram levados para os territórios do atual Rio Grande do Sul desde os momentos iniciais da ocupação luso-brasileira do litoral, no início do século XVIII. Esse processo se acelerou com a produção de trigo e, a seguir, de charque, a partir de 1780. A produção pastoril e a urbana apoiaram-se também fortemente no trabalho do negro escravizado. Inicialmente, os africanos escravizados no Rio Grande do Sul foram trazidos, em grande número, da costa da atual Angola, em geral desde o porto do Rio de Janeiro. O Rio Grande permaneceu sempre como capitania e província com forte população escravizada, tendo conhecido forte exportação de cativos nascidos no Sul para São Paulo, na segunda metade do século XIX. Fato singular no processo demográfico do Brasil, a população escravizada rio-grandense continuou-se expandindo, mesmo após o fim do tráfico transatlântico de trabalhadores escravizados, em 1850. Foi também muito forte a resistência dos trabalhadores escravizados no Rio Grande do Sul, através de fugas sistemáticas, com destaque para o período da Guerra dos Farrapos, formação de pequenos quilombos, resistência ao trabalho, organização de insurreições.
Alemães

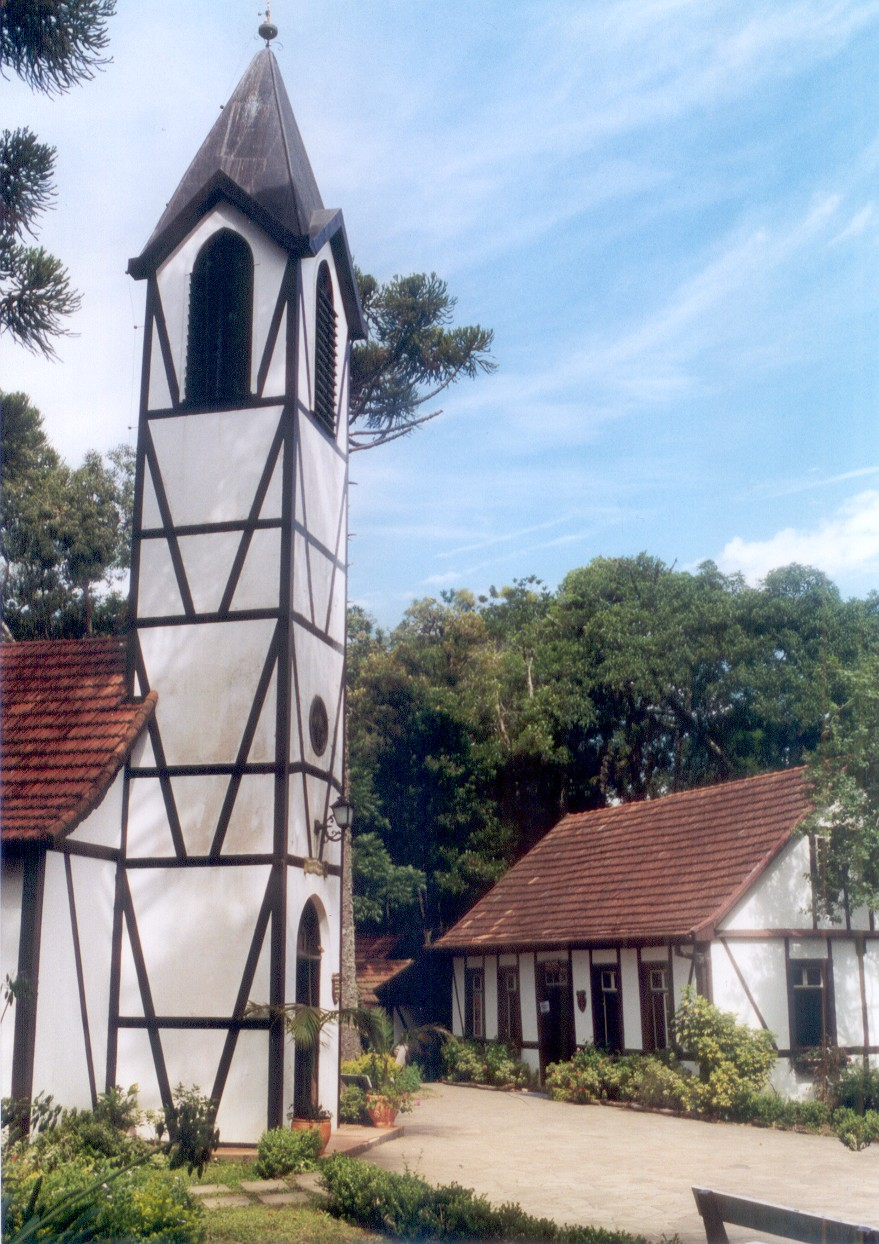
Arquitetura alemã em Nova Petrópolis.

A população do Rio Grande do Sul não passava de 100 mil pessoas no ano da Independência do Brasil, composta por estancieiros e seus escravos, sendo a grande maioria concentrada na região dos pampas ou na região de Porto Alegre. Preocupado com a escassez de habitantes e a cobiça dos países vizinhos sobre o Sul do Brasil, o Imperador Dom Pedro I resolveu atrair imigrantes para a região. Casado com a princesa austríaca Dona Leopoldina, o imperador optou pelos imigrantes alemães, conhecidos por serem trabalhadores e guerreiros. O major Antonio Schaffer foi mandado para a Alemanha e ficou responsável por encontrar pessoas que estivessem dispostas a imigrar para o Brasil. Nos arredores de Hamburgo, o major agrupou 9 famílias, ao todo 39 pessoas que, após vários dias de viagem, chegaram ao Rio de Janeiro e mais tarde foram encaminhadas para o Rio Grande do Sul.
Os primeiros alemães chegaram ao que seria atualmente o município de São Leopoldo, a 25 de julho de 1824. Foram-lhes prometidos 50 hectares de terra para cada família, além de porcos, cavalos e sementes para que pudessem se desenvolver. As doações de terras, desde as suas medidas à sua localização de fácil escoamento de produtos para a capital do estado, tudo foi feito de acordo com os desígnios do governo imperial. Sendo os alemães prontamente abandonados à própria sorte nos primeiros anos, após a entrega de seus lotes. A região era coberta por florestas e os imigrantes tinham que construir suas próprias casas e desenvolver a terra para sua sobrevivência. Nos primeiros seis anos, entraram no Rio Grande do Sul 5.350 alemães. Apesar de abandonados pelo governo brasileiro, os colonos se expandiram por toda a região do Vale do Rio dos Sinos, uma região geograficamente localizada longe das grande propriedades dos estancieiros gaúchos que ao mesmo tempo estavam à procura de mão-de-obra barata para criar o gado.
Nos primeiros cinquenta anos de colonização, foram introduzidos mais de 30 mil alemães no Rio Grande do Sul. Eles se agruparam em diversas colônias rurais, dependendo da região de origem. Porém, com o passar do tempo, houve a mistura de alemães das mais diversas partes da Alemanha. As colônias nasceram principalmente na beira de rios, e ali nascia um novo Rio Grande do Sul, totalmente diferente do mundo gaúcho. Os colonos alemães criaram em terras brasileiras o ambiente que deixaram na Alemanha, mantendo a língua alemã e as tradições germânicas. Mas, com o decorrer da colonização, inevitavelmente os colonos alemães passaram a ter contato com a população gaúcha, ocorrendo o fenômeno do abrasileiramento desses imigrantes.
Apesar de um histórico de políticas de Estado visando erradicar o idioma alemão, como por exemplo a Campanha de nacionalização de Getúlio Vargas, atualmente estima-se que pelo menos um quarto da população riograndense fale alemão; predominando o dialeto Riograndenser Hunsrückisch, um dialeto alemão que se desenvolveu com singularidade no Brasil e que está prestes a completar duzentos anos de existência em solo nacional. Em 2012 a Câmara de Deputados do Rio Grande do Sul aprovou em voto unânime o reconhecimento oficial do dialeto alemão riograndense como parte integral do patrimônio cultural do estado.
Na região do Vale dos Sinos, os alemães deram os primeiros passos da indústria brasileira. Ali foram criadas fábricas de sapatos, têxtil e de algodão, principalmente para o mercado regional.
Italianos

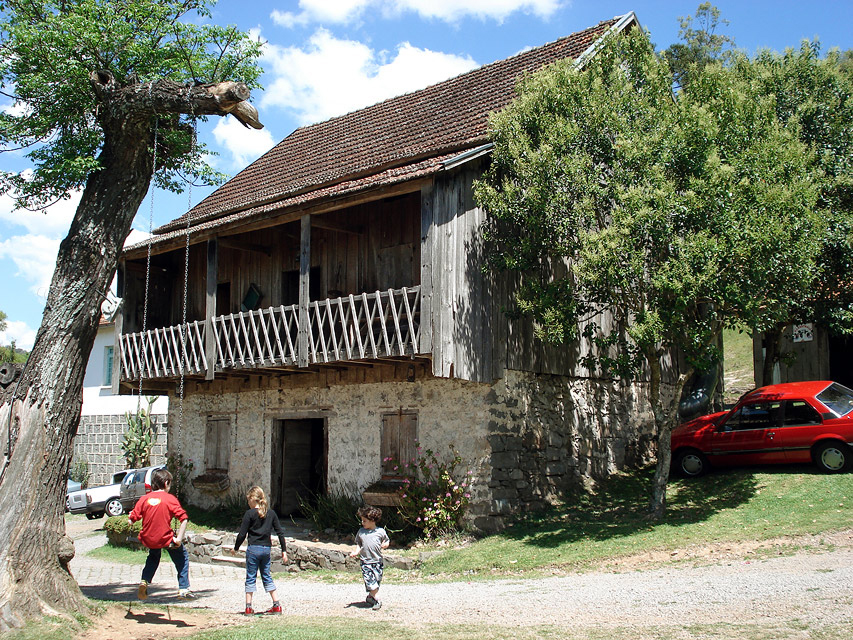
Casa de pedra e madeira do fim do século XIX, um exemplar típico da arquitetura italiana da zona rural de Caxias do Sul.

Em 1870, o governo do Rio Grande do Sul criou colônias na região das Serras gaúchas e esperava-se atrair 40 mil imigrantes alemães para que ocupassem a região. Porém, as notícias de que os alemães estavam enfrentando problemas no Brasil fizeram com que cada vez menos imigrantes viessem da Alemanha. Isso obrigou o governo a procurar por uma nova fonte de imigrantes: os italianos. Em 1875, chegou o primeiro grupo, oriundo da Lombardia, que se estabeleceu em Nova Milano. Mais grupos, vindos principalmente da região do Vêneto, mas também do Trentino e do Friuli, se instalaram na região onde atualmente estão as cidades de Garibaldi, Bento Gonçalves, Farroupilha e Caxias do Sul.
Depois alguns grupos se deslocaram para as regiões de Encantado, Guaporé, Veranópolis, Serafina Corrêa e Casca e, posteriormente, para a região de Santa Maria, Vale Vêneto, Nova Treviso e Silveira Martins. Ali eles passaram a viver da plantação de milho, trigo e outros produtos agrícolas, porém, a introdução do cultivo de vinho na região tornou a vinicultura a principal economia dos colonos italianos. De 1875 a 1914, cerca de 100 mil italianos foram introduzidos no Rio Grande do Sul. A colonização italiana foi efetuada no alto das serras, pois as terras baixas já estavam ocupadas pelos alemães. Assim, nas regiões altas do Rio Grande do Sul, a cultura de origem italiana predomina.
Judeus
A comunidade judaica do Rio Grande do Sul é a terceira maior do Brasil, depois das de São Paulo e Rio de Janeiro.[carece de fontes?] A comunidade judaica gaúcha forma uma minoria inserida e integrada na sociedade rio-grandense. Este grupo social está concentrado, em sua grande maioria, em Porto Alegre, e é composto de um grande número de profissionais liberais, empresários e diversos membros que se destacam nas áreas culturais, artística e acadêmica. Existem comunidades organizadas no interior do estado, as maiores se encontram nas cidades de Santa Maria, Passo Fundo, Erechim e Pelotas.

## Idiomas
Além do idioma oficial, o português, no Rio Grande do Sul outros idiomas também são falados por parte da população, como o caingangue ou o mbyá-guaraní, de povos autóctones, e também o Portunhol Riverense em regiões fronteiriças.
Considerável parte do povo gaúcho, em geral os descendentes de imigrantes alemães e italianos, dentre outros, também falam os seguintes idiomas:
- Riograndenser Hunsrückisch (um idioma regional sul-brasileiro falado desde há quase dois séculos pela maioria dos teuto-brasileiros no Rio Grande do Sul) também conhecido como alemão hunsrückisch (dialeto da região de Hunsrück / Simmern, na Alemanha). Hoje o número de falantes é de cerca de 200 mil pessoas.[19]
- Plattdietch ou plattdüütsch, que é uma junção dos dialetos do baixo-alemão em uma só língua (falado em partes dos Países Baixos, sul da Dinamarca, norte da Alemanha e noroeste da Polônia, com a sua existência linguística reconhecida oficialmente pela União Europeia) ao qual pertence o dialeto Pomerano falado em várias regiões do sul do Brasil, na pequenina vila Dona Otília, localizada no município de Roque Gonzales, e nas cidades de Blumenau e Pomerode, no estado vizinho de Santa Catarina; O termo Plattdeutsch é usado na Alemanha para diferenciar o Hochdeutsch (alemão formal) dos dialetos, sendo todos estes referenciados como Plattdeutsch.
- Talian (versão sul-brasileira do vêneto) falado principalmente na região de Caxias do Sul, Bento Gonçalves e outras cidades e lugarejos da região italiana do Rio Grande do Sul, sendo um patrimônio linguístico aprovado oficialmente no estado.[20]
- Castelhano, sem deixar de mencionar o "portunhol" muito falado nas regiões fronteiriças do Brasil com a Argentina e Uruguai, Paraguai etc.);
- Em menor escala, ainda existem vários outros núcleos de idiomas e dialetos no Rio Grande do Sul, como polonês, lituano, árabe e iídiche.